# L'Exilé (film, 1980)
Cet article concerne le film d'Oumarou Ganda. Pour le film de Max Ophüls, voir L'Exilé.
Pour les articles homonymes, voir L'Exilé.
Pour plus de détails, voir Fiche technique et Distribution.
L'Exilé est un film nigérien réalisé par Oumarou Ganda, sorti en 1980.

## Synopsis
Un roi a l’habitude de se promener déguisé par les rues de son royaume pour écouter les souhaits de son peuple. Un jour, il surprend la conversation de deux frères qui rêvent à haute voix d’épouser les filles du roi même s’ils devaient être décapités, un an plus tard. Le mariage est célébré et l’un des frères est décapité au bout d’un an. L’autre, sur l’insistance de sa femme, s’enfuit.
Au cours d’un long voyage, plein d’aventures, notre héros devient à son tour roi d’un pays avec trois femmes et des sujets. Pourtant sa promesse le hante et pour sauver sa famille, il devra accepter d’être sacrifié à son tour.

## Fiche technique
- Titre original : L'Exilé[2]
- Réalisation : Oumarou Ganda
- Production : Cabas Films
- Montage : Andrée Davanture
- Photographie : Pierre Laurent Chenieux
- Musique :
- Son :
- Durée : 78 min
- Format : Couleurs
- Langues : Djerma

## Acteurs impliqués dans le film
- Oumarou Ganda
- Zalika Souley
- Damouré Zika

## Festivals
- FESPACO - Le Festival panafricain du cinéma et de la télévision de Ouagadougou, Burkina Faso (1981)
- Festival des 3 Continents, France (1980)